# Château d'Oiron
Cet article possède un paronyme, voir château d'Orion.
 (novembre 2022).
Si vous disposez d'ouvrages ou d'articles de référence ou si vous connaissez des sites web de qualité traitant du thème abordé ici, merci de compléter l'article en donnant les références utiles à sa vérifiabilité et en les liant à la section « Notes et références ».
Le château d'Oiron (anciennement Oyron) est un édifice situé à Oiron (commune de Plaine-et-Vallées), en France. Le château actuel a été construit par la famille Gouffier. Appartenant désormais à l'État, il abrite une collection d'art contemporain.

## Localisation
Le château est situé sur le territoire de la commune d’Oiron (Plaine-et-Vallées) dans le département des Deux-Sèvres, dans la région historique du Poitou et celle administrative de la Nouvelle-Aquitaine.

## Historique

### Aux origines de la seigneurie d'Oiron au Moyen-Âge
La seigneurie d'Oiron appartient au XIIe siècle à une famille locale, les d'Oiron (cf. Aimery d'Oiron, chanoine de Saint-Laon de Thouars au XIIe siècle). 
Le domaine entre possession des Thouars (au moins depuis le vicomte Hugues II en 1325, † 1333). Jeanne de Bauçay, femme puis veuve d'Hugues II, l'eut en douaire et y fonda l'aumônerie Ste-Anne. Les dernières propriétaires de cette famille sont les deux sœurs Péronnelle († 1397), et Isabeau de Thouars, filles de Louis de Thouars, le neveu d'Hugues II. Puis leur succèdent les d'Amboise : car Isabeau épouse en 1356 Ingelger Ier d'Amboise († 1373 ; fils aîné de Pierre Ier d'Amboise) ; viennent ensuite leur fils Pierre II (à partir de 1397 ; † 1426) et son neveu Louis d'Amboise († 1469 ; fils d'Ingelger II, le frère cadet de Pierre II).
En 1397, Pierre II d'Amboise hérite du domaine puis c'est son neveu Louis d'Amboise (1392-1469) qui en hérite après sa mort, ce dernier revend en juillet 1446 Oiron à Pierre Bérard, maître d’hôtel du roi Charles VII, trésorier de France et seigneur de Chizé, ainsi qu'à Jacques Charrier contre 7 000 écus d'or.
Puis en 1448, Jean Barillet dit de Saincoins, receveur général des finances, rachète le domaine à ces derniers. Lié à Jacques Cœur († 1456), il est disgracié en 1449 (procès du 1er juillet 1450 au 9 juin 1451), avant même la chute de l'Argentier de Charles VII (1422-61), puis il est condamné et ses biens sont saisis par la Couronne.
Charles VII donne alors à Guillaume Ier Gouffier en 1449 (l'un des principaux accusateurs et spoliateurs de Jacques Cœur), mais il est disgracié et saisi en 1457, vite réhabilité, saisi de nouveau par Louis XI à son avènement en 1461 (le nouveau roi se venge des favoris de son père Charles VII ; Saincoins/Xaincoins retrouve alors Oiron), enfin rentré en grâce en octobre 1465. Les descendants de Guillaume Gouf(f)ier vont tenir Oiron jusqu'en 1700, date de la vente à madame de Montespan dont la postérité gardera la terre d'Oiron jusqu'en juin 1739 (cession à Gabriel de Villeroy, jusqu'en octobre 1772).

### Les premiers Gouffier à Oiron: Artus un très proche de FrançoisIer
Le château actuel, est en majeure partie l'œuvre d'une seule famille, les Gouffier. Guillaume Ier Gouffier reçoit de Charles VII la terre d'Oiron le 17 décembre 1449 car il est homme de confiance et chambellan du roi, aussi juge (et partie ! : accusateur et spoliateur) lors du procès contre Jacques Cœur.
Par son second mariage avec Philippe de Montmorency (fille de Jean II et tante du connétable Anne), auraient pu arriver à Oiron certains portraits de cette famille.
À son avènement, Louis XI (1461-1483), redonne la terre d'Oiron à Saincoins, Guillaume Gouffier, finit par la récupérer définitivement le 13 octobre 1465 et y obtient le droit de haute justice en 1475 auprès du vicomte de Thouars.
Son fils Artus Gouffier de Boisy (1474-1519 ; fils de Philippe de Montmorency) suit Charles VIII (1483-98) et Louis XII (1498-1515) pendant les guerres d'Italie où il reçut la terre de Caravaz (devenu marquisat de Carabas dans Le Chat Botté de Charles Perrault).
Il s'intéressa à l'art de ce pays et a pu véritablement commencer l'importante collection de peinture familiale. C'est alors qu'il se voit confier l'éducation du jeune duc d'Angoulême l'héritier du trône de France, futur François Ier (1515-47) grâce à son mariage avec la fille Louis XII ce dernier n'ayant pas d'héritier mâle.
Dès son accession au pouvoir, François Ier nomme Artus Grand maître de France, le 7 janvier 1515, il accompagnera par la suite le roi dans de nombreuses batailles notamment celle de Marignan. Aussi, Artus accueille François Ier et sa cour en février 1518 au château.
Peu de temps avant sa mort, en 1519, il reçoit du roi, le titre de duc de Roannez et devient pair de France, ce qui est inédit pour un non prince de sang (Artus étant mort avant, le titre ne sera jamais enregistré).
Au château, il entreprend alors la construction de la galerie basse de l'aile nord prenant pour modèle le château du Plessis-Bourré édifié par Jean Bourré (1424-1506). Il entreprend également la reconstruction de l'église du village, qu'il transforme en collégiale et qui est achevée par sa veuve, Hélène de Hangest
L'un de ses autres frères, Guillaume Gouffier de Bonnivet (vers 1482-1525 à Pavie), amiral de France, fut le bâtisseur du château de Bonnivet (aujourd'hui disparu), une des plus belles demeures de la Renaissance française.
A la mort d'Artus des suites d'une importante maladie, c'est son fils Claude († 1570) qui hérite et avec lui, le château va atteindre son apogée.

### «Monsieur le Grand», un collectionneur et mécène duXVIesiècle
Claude Gouffier profite du prestige de son père, pour se faire une place de choix à la cour, mais il est moins proche de François Ier que son paternel, et obtient des fonctions sans équivalence par rapport à celle d'Artus.
Cependant, dès 1535 il est nommé premier gentilhomme de France puis en 1545, il devient capitaine des cent gentilhomme de la maison du roi. Enfin, un an plus tard, il devient Grand écuyer de France, titre qu'il gardera jusqu'à sa mort en 1570, c'est le plus prestigieux de sa vie et de nombreuses références à sa charge, sont présentes au sein du château.
Le grand écuyer va radicalement changer la face du château, passant d'un logis médiéval à un château Renaissance. Sa réalisation la plus notable et qui est encore visible aujourd'hui, c'est l'érection d'une magnifique galerie peinte au premier étage (voir dans la rubrique consacrée).
Claude acquit une importance notable à la cour, même si elle est moindre que celle de son père, notamment sous le règne d'Henri II (1547-1559) et de ses successeurs, profitant d'un certain prestige auprès de Catherine de Médicis (1519-1589).
Preuve de son importance, il accueille au moins deux fois la cour au château, la première fois, celle d'Henri II en mai 1551, avec notamment Catherine de Médicis et Diane de Poitiers († 1566), puis une autre fois, Charles IX (1560-74) et Catherine de Médicis en septembre 1565, lors de leur Grand Tour de France.
Les dernière années de la vie de Claude Gouffier sont compliquées, il est fait prisonnier pendant les guerres de religion et le château est pillé en septembre 1568 et en octobre 1569, par les Huguenots lors de la 3e guerre de Religion, avant la bataille de Moncontour.
Il meurt à Villers-Cotterêts, après le 12 décembre 1570, son gisant est aujourd'hui visible à la collégiale, derrière celui de son père.

### Des Valois aux Bourbon: un changement fatal aux Gouffier

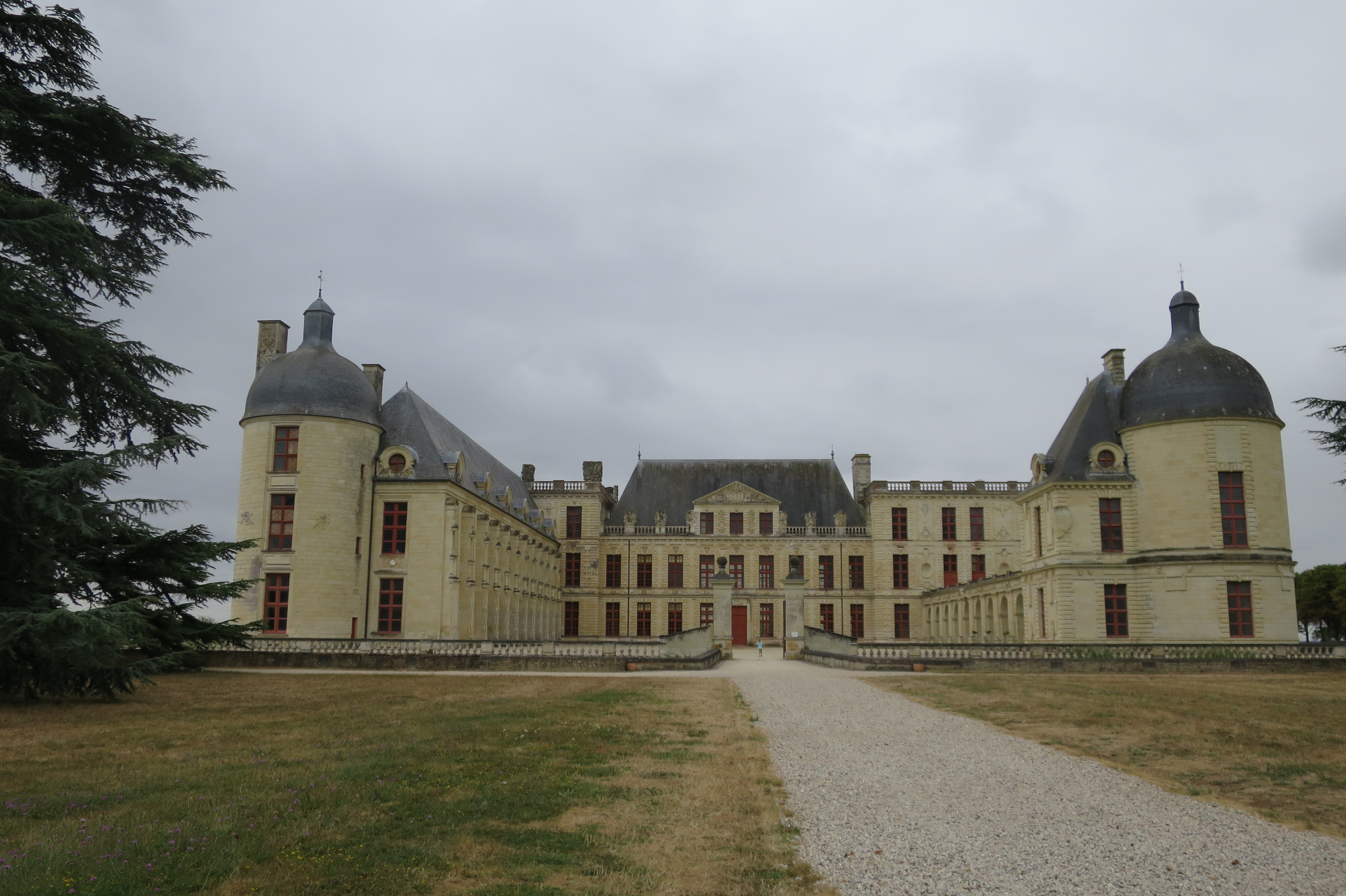
Le Château d'Oiron en 2015.

Connaissant leur apogée sous le règne de François Ier, les Gouffier vont connaitre une lente mais longue perte d'importance à la cour après les morts successives d'Henri II († 1559), François II († 1560), Charles IX († 1574) et Henri III († 1589).
L'arrivée au pouvoir d'Henri IV (1589-1610) beau-frère d'Henri III, instaure une nouvelle dynastie celle des Bourbon, qui met un terme à celle des Valois et de facto à l'influence des Gouffier.
Le XVIIe siècle marque un déclin encore plus important des Gouffier : en effet, Louis Gouffier (1575-1642) est le protégé et le soutien de Marie de Médicis (1575-1642) lors de la Journée des Dupes ; or la tentative de la Reine de revenir au pouvoir en avançant ses favoris échoue, et Louis XIII (1610-43) préfère Armand du Plessis, cardinal de Richelieu à la suite d'une explication serrée entre eux. Gouffier, lui, sera accusé par la suite de faux monnayage, et assigné à résidence dans son château par Louis XIII.
À la suite de cet exil forcé, Louis Gouffier, va faire de nombreux travaux, dès 1620 et ce jusqu'à sa mort, en 1642.
Il fait d'abord élever le pavillon du Roi, reconstruire le corps de logis et réaliser différents décors peints et plafonds, dont une salle des Amazones ornée de quinze tableaux « à grands personnages » (seulement un est conservé, celui présumé de Louis Gouffier lui-même), des travaux de décoration intérieurs attribués à Jacques Despied et à Charles Beaubrun (déjà cité, avec son frère Henri, par Henri Clouzot) - à qui le duc avait commandé sept tableaux le 4 mars 1629 pour la salle de l'appartement du Roi - qui s'associent le 25 septembre 1630 pour les ouvrages de peinture à y faire ; Despied, qualifié de vitrier, ira ensuite dorer des cadres au château de Thouars, propriété des ducs de La Trémoille.
Deux portraits présumés de Louis Gouffier sont conservés, l'un au Musée Sainte-Croix à Poitiers, l'autre au château, attribué à Antoine Ricard, que des vues anciennes montrent inséré dans le manteau de la cheminée du Salon du Roi et qui a été restauré.
Sa descendance fait perdre tout le peu d'influence qu'il reste à la famille : son fils Henri de Maulévrier et de Boisy meurt prématurément, et son petit-fils Artus III de Roannez (1627-1696), ami intime de Blaise Pascal (1623-1662), même ayant épousé la cause du roi pendant la Fronde des princes, préférera la solitude de Port-Royal aux ors de la Cour.

### XVIIesiècle: une renaissance de courte durée
En 1667, Artus III cède alors son héritage à sa sœur Charlotte Gouffier de Roannez (1633-1683), elle aussi très proche de Pascal, se marie avec le comte puis duc de la Feuillade François III d'Aubusson et de Roannez (1631-1691), en 1667 et ils auront ensemble un fils, Louis d'Aubusson (1673-1725).
La Feuillade est fait Maréchal de France en 1675 ; on voit même ses bâtons représentant sa charge posés en sautoir sur certains bâtiments. Il devient ensuite gouverneur du Dauphiné en 1681.
Il fait édifier par l'entrepreneur Guillaume Cornesse – son père Jacques Cornesse édifia le château voisin de Thouars à la fin des années 1630 – le pavillon dit « des Trophées », et intégrer dans le corps de logis la chapelle et l'escalier Renaissance, du rare type dit « à noyau central évidé ».
L'inventaire après décès de son épouse, le 23 avril 1683, mentionne « le salon neuf, la chambre de la tour neuve et les pavillons neufs de l'avant-cour », figurés sur la vue du château levée en 1699 par Louis Boudan pour Roger de Gaignières.
Il réalise tous ces travaux, dans l'idée de faire venir Louis XIV au château ; mais ce dernier, le jugeant certainement trop éloigné de la vie de la cour, ne vient pas et La Feuillade se désintéresse alors totalement d’Oiron. Il aménagera plus tard la place des Victoires à Paris.
Le maréchal, qui acquit en 1679 la terre de Curçay, et en 1686 de celle de Moncontour, est mentionné résidant au château en juillet 1687 ; la demi-lune dite « en patte-d'oie » commandant trois grandes allées plantées d'ormes qu'il fait tracer dans l'axe central du château est inspirée des exemples de celui de Richelieu, également en Poitou, et surtout de Versailles.
Son seul fils, qu'il a eu avec Charlotte de Roannez, Louis (1673-1725), aussi maréchal, hérite du château, Saint-Simon (1675-1755), courtisan de Louis XIV, explique que c'est « le plus solidement malhonnête homme qui ait paru depuis longtemps ».
Il rend hommage pour la terre d'Oiron le 9 mars 1694, mais endetté, il la vendra avec celles de Curçay, Moncontour et Tersay (Terzay, à Oiron) pour 340 000 livres le 31 décembre 1698 à son créancier Pierre Sauvage, bourgeois de Paris, probable prête-nom d'une "bande noire".
Ayant exercé sa faculté de réméré et remis en possession du domaine le 12 mars 1700, d'Aubusson le revendra la même année pour 315 600 livres et par personnes interposées à Madame de Montespan (1640-1707), qui finalisa le budget d'acquisition avec les 100 000 livres données par Louis XIV pour racheter un collier de 21 perles qui en valait 150 000, selon Saint-Simon.

### Mme de Montespan, propriétaire la plus connue des lieux

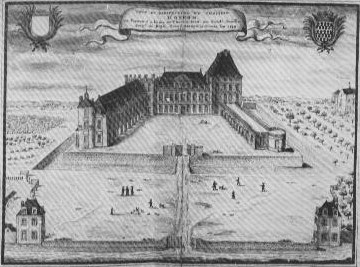
Dessin provenant de la collection de François Roger de Gaigières représentant le château en 1699, soit un an avant son achat par la Montespan.

Cet achat était fait au nom du seul fils légitime de la favorite, Louis Antoine de Pardaillan de Gondrin, marquis d'Antin (1664-1736), que Louis XIV fit successivement lieutenant général (1702), gouverneur de l'Orléanais (septembre 1707), directeur des Bâtiments, Jardins, Arts et Manufactures (juin 1708) ainsi que duc et pair (1711).
Le marquis, qui reçut de sa mère 340 000 livres destinées à cet achat le 13 avril 1700, fut déclaré adjudicataire du domaine d'Oiron le 20 juin 1703.
L'ex-favorite se partagea alors entre Oiron — dont elle était usufruitière et où elle transféra le 14 novembre 1703 l'Hospice de la Sainte-Famille qu'elle avait créé en 1693 à Fontevraud - l'Abbaye ; où sa sœur, Marie-Madeleine-Gabrielle (1645-1704), était la reine des Abbesses à laquelle le roi confia l'abbaye de Fontevraud, et Gabrielle de Rochechouart-Mortemart (1633-1693), marquise de Damas de Thianges — et ses cures à Bourbon-l'Archambault, où elle mourra en 1707.
Au château elle fit poser des plaques de cheminées avec ses armes, datées de 1700, dont de nombreuses sont encore visibles aujourd'hui, et des carrelages en faïence de Nevers à camaïeu bleu sur fond blanc dont il restait six caisses à sa mort et qui sont désormais visibles pour une partie dans l'ancienne bibliothèque du château.
Elle fait également poser plafond, parquets à compartiments, portes et lambris dont un cabinet entièrement "boisé" de chêne naturel ; la chapelle de l'hospice, destinée à recevoir cent pauvres, fut bénie le 26 juillet 1705, cette dernière, sert aujourd'hui de maison de retraite. Elle fait également construire le premier et le deuxième étage de la tour droite du château dans un souci de symétrie, cependant, sa mort en mai 1707 met un terme à de plus amples travaux.

### XVIIIesiècle: une lente décadence
En janvier 1708 et janvier 1713, son fils fit transporter des meubles dans son château de Bellegarde, sa résidence préférée ; quelques meubles portant les armes des Rochechouart sont signalés à l'hospice local par un auteur anonyme de la fin du XIXe siècle.
En 1713, le duc d'Antin fit lever par Hippolyte Matis, géographe et arpenteur du roi, un Recueil des vues, plans et cartes du château et de la seigneurie d'Oiron, des baronnies de Moncontour et de Curçay, grand in-folio relié contenant cinq vues, cinq plans et quinze cartes, qui fut suivi par ceux de ses autres domaines : le duché d'Antin et le marquisat de Montespan en 1717, le marquisat de Gondrin en 1720, et celui du château de Petit-Bourg en 1730.
Devenu ensuite inutile pour la gestion du domaine, il resta en mains privées pendant deux siècles : signalé en 1847 chez Héracle de Polignac de Fontaines (1789-1856) au château d'Outrelaize (Calvados), il passa ensuite à son gendre Gabriel d'Oilliamson (1817-1877), puis à d'autres collectionneurs ; finalement acquis par l’État pour le Centre des monuments nationaux à la vente Alde le 6 mars 2014, il fut exposé au château du 24 octobre 2015 au 24 janvier 2016.
Son fils aîné, Louis de Pardaillan (1689-1712), marquis de Gondrin, étant mort à 23 ans, il se démit en 1724 de son duché-pairie au profit de l'aîné de ses petits-fils, Louis (1707-1743), dit le duc d'Epernon, qui fut après lui gouverneur de l'Orléanais (et renonça à sa succession).
Louis-Antoine mourut à 71 ans en 1736, « laissant d'énormes dettes qui provoquèrent de nombreux procès » selon Dumolin (op. cit., p.25). Ainsi, le 27 juin 1739 sa veuve, Julie-Françoise de Crussol, fille d'Emmanuel II de Crussol d'Uzès et de Marie-Julie de Montausier, et le procureur de son second petit-fils Antoine-François de Pardaillan, marquis d'Antin, vendirent pour 500 000 livres les terres d'Oiron, Curçay et Moncontour au tuteur de Gabriel de Neufville (1731-1794), marquis de Villeroy, alors âgé de huit ans. Il la conserva 33 ans et, devenu duc de Villeroy, la revendit le 11 octobre 1772, il ne viendra cependant jamais à Oiron.

### 1772-1946: des propriétaires moins illustres et moins fortunés

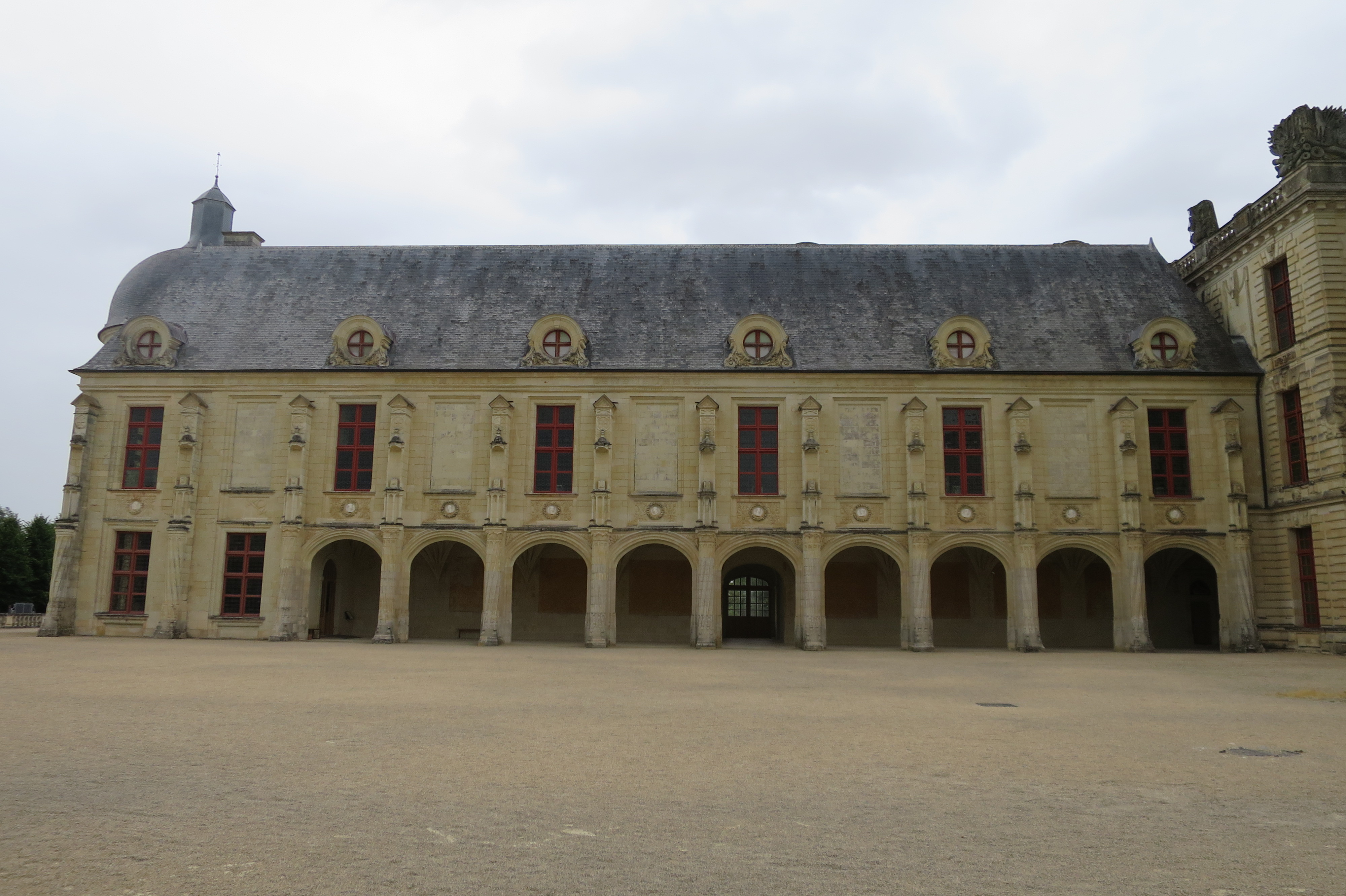
Façade Renaissance du château avec au premier étage, la galerie Renaissance évoquée plus haut

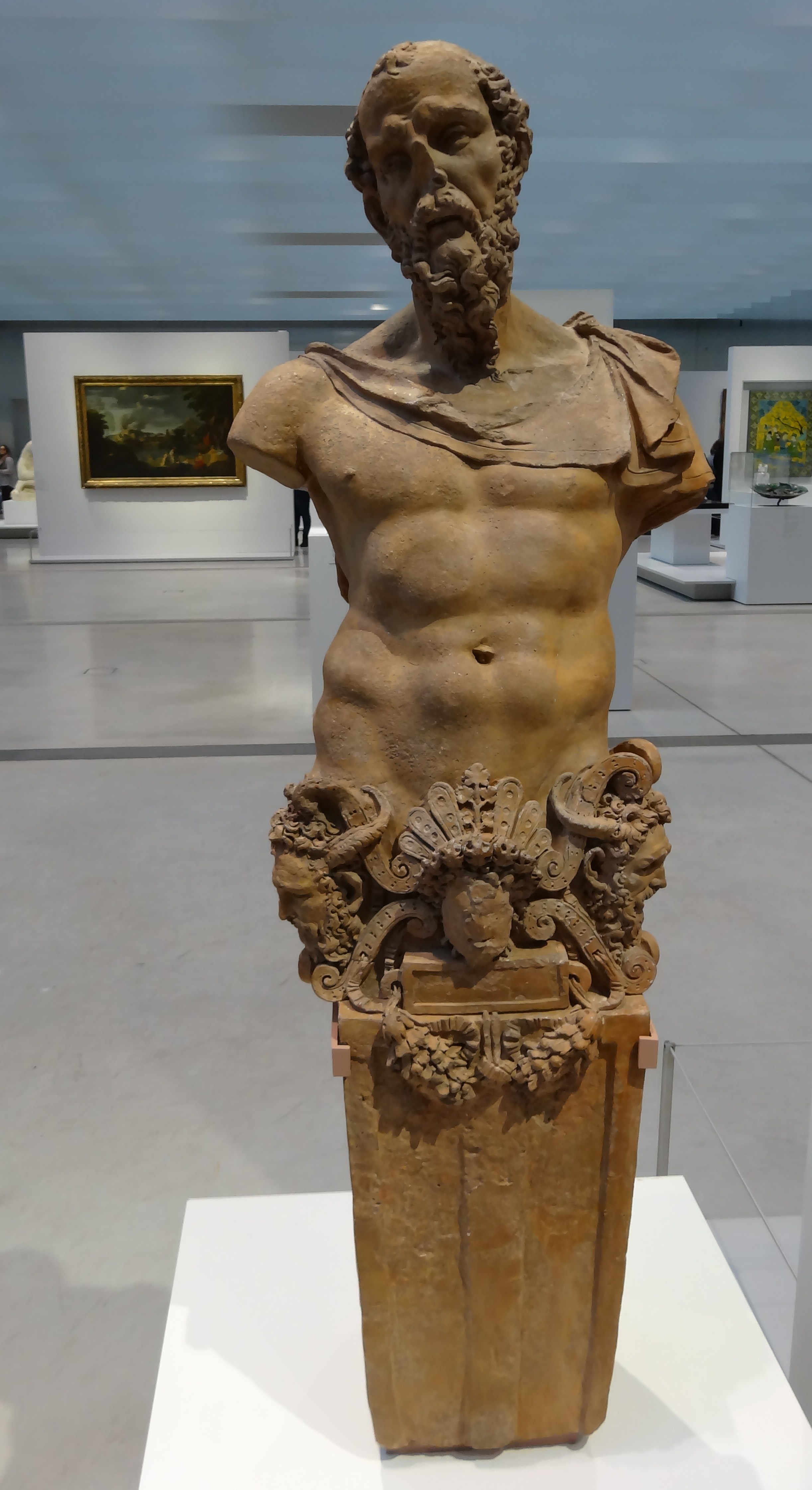
Terme à figure d'homme barbu, exposé dans La Galerie du temps au Louvre-Lens qui était sur la façade de la galerie

C'est Pierre-Jacques Fournier (1734-1800) seigneur de Boisayrault en Saumurois (à Doué ou au Coudray ?), ancien lieutenant-colonel de cavalerie, qui acquit le domaine (dix ans plus tard, il fit dresser un Atlas des plans géométriques des fiefs de domaine de haute justice d'Oiron).
Lors de la Révolution, le marquis d'Oiron émigra mais pas son épouse, Louise-Geneviève Cirey (ou Ciret) de Bron, durant cette période, le château est pillé.
Ce n'est qu'en octobre 1799, que le couple put rentrer en possession d'un domaine amoindri et aux décors intérieurs malmenés et aux insignes nobiliaires mutilés, comme les statues et les tombeaux de la collégiale voisine.
À Pierre-Jacques Fournier de Boisayrault succédèrent ses descendants et derniers seigneurs d'Oiron, : son fils Pierre-Auguste (1768-1837), père de Pierre (1803-1864 ; x Élisabeth, fille de Marc-René-Marie de Voyer de Paulmy, marquis d'Argenson), père d'Auguste Fournier de Boisayrault (1828-1877 - cf. ci-dessous).
En 130 ans de présence, cette famille modernisa à plusieurs reprises les appartements mais ne put toujours financer le lourd entretien de la grande demeure, où plus aucun élément notable ne sera ajouté ; de plus, afin de réduire ou d'éviter l'impôt foncier, des ouvertures furent bouchées, les grandes pièces cloisonnées et entresolées, et des parties entières, comme le second étage des deux pavillons, abandonnées.
Ainsi, le premier préfet des Deux-Sèvres, Claude-François-Étienne Dupin (1727-1828), répondant à une enquête ministérielle, dit que « les peintures de la galerie s'abîment, l'on entrepose du blé dans les grands appartements et (que) le propriétaire s'est retranché au rez-de-chaussée » (Notice sur les anciens châteaux des Deux-Sèvres, brochure manuscrite de 56 pages. - arch. Direction de l'Architecture).
Des érudits locaux s'y intéressent et lui consacrent des pages : en 1824, c'est Bourniseaux, et, en 1839, Charles de Chergé, qui précise que vers 1830 les larges douves manquant d'eau furent occupées par des plantations de froment; en 1840, l'inspecteur des Monuments Historiques Prosper Mérimée signale le mauvais entretien des peintures de la galerie Renaissance et la nécessité de sauvegarder cet ensemble jugé exceptionnel, qui trois ans plus tard apparaît dans Monuments des Deux-Sèvres de Baugier et Arnault.
Deux campagnes de restauration sont effectués par les propriétaires, la première dans les années 1820, puis la deuxième entre 1869 et 1873.
Deux campagnes de restauration du château seront conduites, une première en 1820, puis celle commandée par Auguste Fournier de Boisayrault (1828-1877), marquis d'Oyron, confiée de 1869 à 1877 à l'architecte chinonais Noël Daviau, qui démolit le toit à haut comble et le dernier étage du Pavillon du Roi, alors couvert d'une voûte et terminé en attique, remania l'intérieur du pavillon symétrique dit des Trophées et le rez-de-chaussée du corps de logis principal. Un auteur anonyme de cette époque lui attribue aussi la réfection de la cour « suivant son dessin primitif (grâce au) magnifique manuscrit exécuté pour le duc d'Antin » ; il la flanqua d'un pavillon carré dans le style du XVIIe siècle.
Selon la mode de l'époque, l'architecte ajouta au chiffre des Gouffier ceux de son client et de son épouse, née Gertrude Willefride Quartina Blanche de Stacpoole, née vers 1835, fille de Richard Fitzgeorge (en), Ier duc de Stacpoole (1787-1848).
Après des difficultés successorales au cours du XIXe siècle et les ventes, la demeure connaîtra le sort de bien d'autres; vers 1910, dans son numéro consacré au Poitou, la revue du Touring Club de France décrit un château inhabité « où l'on montre encore quelques tableaux anciens ». En 1931, Maurice Dumolin indique que le chartrier est conservé au rez-de-chaussée du pavillon des Trophées, où vit la dernière occupante du château, la vicomtesse d'Oiron, qui en était usufruitière.
Certaines photographies montrent un parterre au centre de la cour d'honneur, le sol partiellement dépavé de la galerie Renaissance (dont sept des onze fenêtres sont bouchées), deux portes-fenêtres créées pour accéder à la terrasse Est (l'une a été conservée), et à l'intérieur quelques fauteuils et un écran de cheminée de style Empire dans les grandes salles d'apparat au décor délabré, et sur le manteau de la cheminée de la chambre du Roi « la médiocre effigie d'un portrait d'un gentilhomme en armure, sous un écusson de Jacques de Boisayrault et de son épouse » (portrait présumé de Louis Gouffier, restauré et conservé sur place).
De la même façon, les cartes postales du photographe loudunais Dando-Berry (né en 1862) montrent de petites cheminées de marbre insérées dans les grandes cheminées anciennes; dans les appartements des derniers propriétaires, d'autres cheminées à trumeaux ou glaces ont été conservées, avec aux fenêtres des cantonnières, ultimes vestiges du décor du XIXe siècle. D'autres cartes postales furent éditées vers 1960 par le service commercial des Monuments Historiques (archives pers.) ; en 1979 l'architecte en chef des Monuments Historiques Pierre Bonnard évoquera du « mobilier évanoui sous l'œil complice d'un domestique indélicat » sans précision de date.
En 1877, le domaine passa au fils d'Auguste de Boisayrault, Gustave-Marie (1858-1883), mort accidentellement à 25 ans des suites d'une chute de cheval, puis revint à sa mère la marquise d'Oiron ; après sa mort en son domicile du château de Paulmy le 10 décembre 1899, sur décision judiciaire le mobilier des deux châteaux fut vendu aux enchères les 23 et 24 novembre 1902. Déjà, en 1878, dans le cadre de la succession de son époux, "cinq pièces de tapisseries des Gobelins d'époque Louis XIV ayant appartenu à la marquise de de Montespan", avaient été vendues à Drouot pour 7 750 francs.
Selon Dumolin (1931), en 1902, « une ou plusieurs tapisseries dans la chapelle » furent vendues et un lot de carreaux de faïence (six avaient été donnés au musée de Niort en 1905) fut « pillé ».
Le domaine démembré, le château revint pour quelques années au neveu de la défunte, Louis-Pierre (1863-1906), fils d'Ernest de Boisayrault vicomte d'Oiron, épousa le 28 janvier 1892 Marie‐Antoinette Marguerite Laigre‐Lessart, âgée de 37 ans et qui lui survécut 40 ans (morte le 20 juillet 1946 et inhumée au cimetière communal). Le couple résidait 54, rue Ampère à Paris et au château de Saint-Léonard qui se trouve dans les bois d'Oiron non loin du château. Entre-temps, la vicomtesse put racheter les 590 hectares du Grand Parc ainsi que le Petit Parc formé de quelques hectares entourant les douves : vestiges d'un domaine de 3 700 arpents (près de 2 500 hectares) selon l'arpentage de 1713.

### Depuis 1946: acquisition par l'État et restauration
Le château, avec sa cour, ses grilles, le petit parc et les terrains immédiatement attenants, fait l'objet d'un classement au titre des monuments historiques depuis le 2 octobre 1923. Cette protection est ensuite complétée : l'ensemble des parcelles dans le champ de visibilité du château fait l'objet d'une inscription au titre des monuments historiques depuis le 17 juillet 1943.
Afin d'assurer la sauvegarde du bâti, l'État décide l'expropriation en 1941: une procédure est conclue avec la dernière propriétaire, qui continue de résider dans un appartement de la galerie des Trophées jusqu'à son décès en 1946.
À son acquisition, le château est proche de la ruine, l'État procède pendant un demi-siècle à d’importants travaux de restauration, qui démarrent avec la  mise hors d'eau du bâti vers 1950. La galerie des peintures, le cabinet des Muses et les plafonds de la grande salle et de la chambre du roi sont restaurés entre 1955 et 1975.
Une réflexion s'engage alors pour la valorisation du monument, d'un intérêt architectural majeur, mais vide de tout mobilier. À l'écart du circuit des châteaux de la Loire, Oiron peine à attirer des visiteurs. En 1987, la présentation d'une exposition d'art contemporain, Meltem, fait naître l'idée de faire du château un lieu d'accueil de l'art vivant.
L'État relance alors l'achèvement de la restauration du monument, qui s'étend à la remise en état des jardins. Le parti est pris de restituer au minimum les décors lacunaires, et de ne conserver que les traces existantes des éléments décoratifs anciens. Parallèlement, une collection d'art contemporain est constituée autour du projet Curios et mirabilia.

## Un château de la noblesse locale

### Oiron, un important domaine de chasse
Vers 1830, le châtelain fit mettre dans les douves dépourvues d'eau des cerfs et des chevreuils.
En 1866, le marquis d'Oyron, domicilié au château de Paulmy, loua le domaine pour six ans à son cousin germain et beau-frère Ernest (1834-1911), vicomte d'Oyron et baron de Verrières, résidant en ce château; deux ans plus tard, le récit de ses "laisser courre" sera donné sous la forme d'une lettre du vicomte G. d'Aviau de Piolant publiée dans le Journal des Chasses du 15 janvier 1868 et La Curée chaude du 15 mars de la même année.
L'aile droite du château est déjà aménagée en écuries, sellerie, petit et grand chenil, et l'accès au grand escalier et à l'étage noble protégé par une barrière de bois à claire-voie « rongée parles chiens à deux endroits ». Le petit salon de compagnie au rez-de-chaussée du pavillon des Trophées est orné de dix gravures à sujets de chasse.
Lorsque, dix ans après, il fut devenu comte à la mort de son frère, Ernest de Boisayrault fit édifier dans le Grand Parc un important rendez-vous de chasse appelé « château de Saint-Léonard », et fit procéder à certains travaux dans le château, notamment en créant au centre du rez-de-chaussée un grand vestibule ou hall de 22 mètres sur 10, avec armoiries dans le sol en mosaïque de marbre et au-dessus des portes, lambris de chêne ornés de peintures et de filets or, nombreux bois de cerfs, et en faisant refaire la salle à manger.
L'équipage, qui portait le nom de Rallye-Loudun - tenue vert foncé, bouton or, tête de cerf en argent en 1889 - était composé de « bâtards poitevins tricolores de 24 à 22 pouces ».
En 1879, le comte Auguste de Chabot (1825-1911), qui publiera en 1891 son Récit d'une chasse au cerf dans le parc d'Oiron fin novembre 1847, citera deux beaux spécimens de la cette vieille race fort estimée des veneurs, issus de six chiens de la meute d'Henri de Vauguyon, que le vicomte d'Oyron fit croiser avec des chiennes de la lignée de Pindray, selon un témoignage daté du 24 novembre 1929.
Le 6 mai 1883, Le Figaro annonçait la vente de « trois bons chevaux de chasse, vite, sautant bien, et de vingt chiens du Haut Poitou, composant l'équipage de M. le marquis d'Oyron ».
Le journal La Croix daté du 10 décembre 1885 fait état de la condamnation à dix ans de travaux forcés d'un braconnier "qui avait répondu par deux coups de fusil à M. d'Oyron" qui a refusé qu'on braconne sur sa propriété. Des chasses à courre sont encore mentionnées en 1913 et 1914, la dernière par Le Figaro, le 15 mars 1933.
Vers 1870 furent déposées les œuvres décoratives jugées les plus originales de la demeure, une série de dix termes en terre cuite sculptés en ronde-bosse avec une figure ou un masque sur la face antérieure, sur gaine courte, d'origine inconnue. Les premiers termes, des satyres en bronze également dépourvus de bras, apparaissent à Fontainebleau vers 1535 ; ceux d'Oiron, métaphores sculptées de la devise de Claude Gouffier - « Ici est le terme (la fin ou la mort) » - occupaient les niches des contreforts de la galerie Renaissance, sans qu'il soit certain que ce soit leur destination première.
Dans les années 1900, le photographe poitevin Jules-César Robuchon (1840-1922) put prendre des clichés de quatre des dix statues posées sur des piédestaux dont une Vénus et un Mars (?) et un homme sans tête - que l'on retrouve en 1994 "complétées" (têtes et masques refaits, gaines allongées) et patinées dans la collection Wildenstein à  New York - adossés au mur Ouest de la galerie; ces clichés furent publiés dans son ouvrage Paysages et Monuments du Poitou (VIII, 10e livraison, 1884) - dont la rédaction de la partie relative au château et à l'ex-collégiale d'Oiron est due à Daviau - et édités en cartes postales.

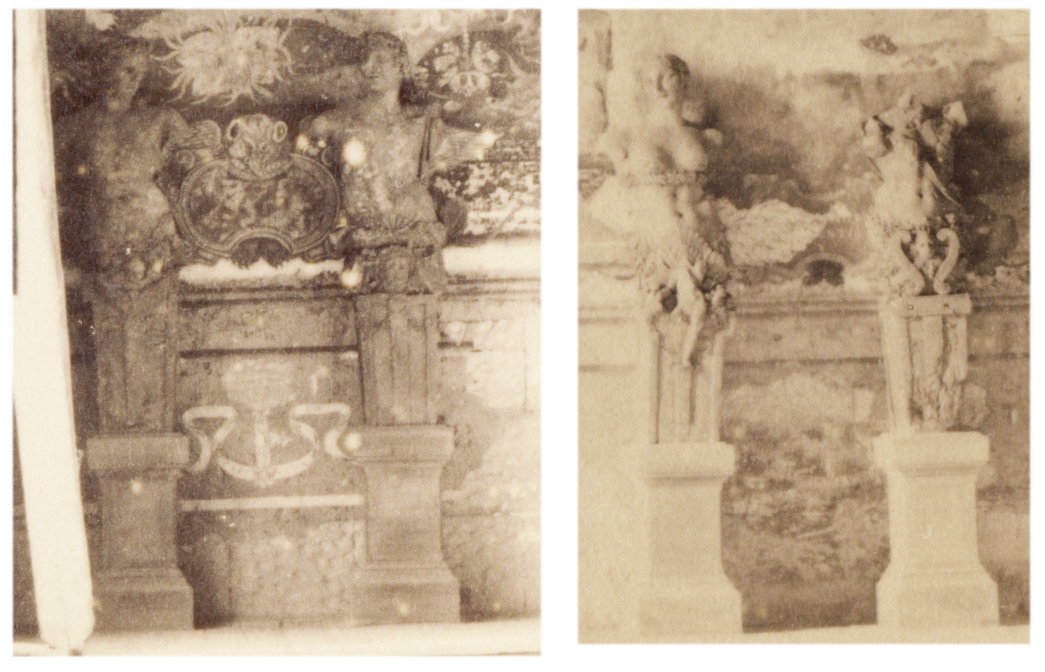
Détail d'une photo de Jules Robuchon montrant les termes déposés.

Un album anonyme des années 1880 relatif au château (fonds du Centre des monuments nationaux), illustré de plusieurs eaux-fortes, certaines signées de Boulard fils (1852-1927 ; fils d'Auguste) et d'Eugène Sadoux (1840-1906) et d'une aquarelle représentant le terme ou hermès reproduit ci-dessus, signé d'un monogramme (Daviau ?).
Ainsi, les clichés de Robuchon montrent une demeure mal entretenue et entourée d'une abondante végétation, des chevaux devant le portique aménagé en écuries et, à l'intérieur, un grand médaillon en marbre sculpté du profil de Louis XIV richement encadré (lauriers, masque du soleil, fleurs de lys, ruban, couronne royale), peut-être une autre épave du mobilier Montespan, probablement celui dont André Hallays regrettait la disparition dans un article du 30 octobre 1903, et que Dumolin dit être passé au château de Purnon à Verrue - transmis en 1893 aux Rochequairie par voie de mariage entre Élisabeth Marie Gertrude Fournier de Boisayrault (1865-1901) et Daniel Jérôme Robineau de Rochequairie (1856-1919).
Benjamin Fillon, grand amateur de céramique ancienne et auteur de l'Art de terre chez les Poitevins (1864), posséda le terme au crâne dégarni et barbu provenant de la série de dix, qu'il acquit probablement lors de la dépose de ces œuvres : donné par son épouse Clémentine (+ 1873) au Musée de la Céramique de Sèvres, puis transféré en 1935 au Musée du Louvre, celui-ci en est le seul vestige conservé en France ; les quatre autres précités, provenant de la collection Morgan, furent acquis en 1944 par le marchand d'art Georges Wildenstein (1892-1963), et étaient aux mains de ses héritiers en 1994.
Des statues en cette matière gélive participèrent aux siècles suivants au décor extérieur d'autres grandes maisons comme la série des Muses XIXe du château de Terre-Neuve à Fontenay-le-Comte ou la Léda (même époque, marquée d'un nom italien) du jardin de celui de Dampierre-sur-Boutonne, provenant d'une autre propriété saintongeaise.

### Oiron et Vaux?
Vers 1875, le magnat du sucre Alfred Sommier (1835-1908), restaurateur du domaine de Vaux-de-Vicomte (77) de 1875 à sa mort, « se serait intéressé au château d'Oiron, délabré également et dont les terres avaient été dispersées, mais cette région l'aurait tenu trop éloigné de ses affaires et Vaux lui procurait une belle œuvre de résurrection à entreprendre. Cet intérêt s'est peut-être manifesté alors qu'il songeait à un établissement pour Alexandre, son second fils, mort en 1889. ».
Le 14 mai 1888, dans le cadre d'une excursion de la société archéologique de Touraine, l'abbé Louis-Auguste Bossebœuf (1852-1928) le visite puis consacre un article au château et à la collégiale.
En 1892, l'architecte Henri Deverin (1846-1922), exécuta des relevés du château (Archives des Monuments historiques en 1931) ; en 1896, il est dit que la propriétaire "l'habite peu, mais en ouvre largement l'accès aux visiteurs".
En 1903, Arthur Bouneault s'intéresse aux clés de voûte de la chapelle ; en 1906, l'historien d'art niortais Henri Clouzot (1865-1941), évoquera le château et son décor peint.

## Architecture et décor

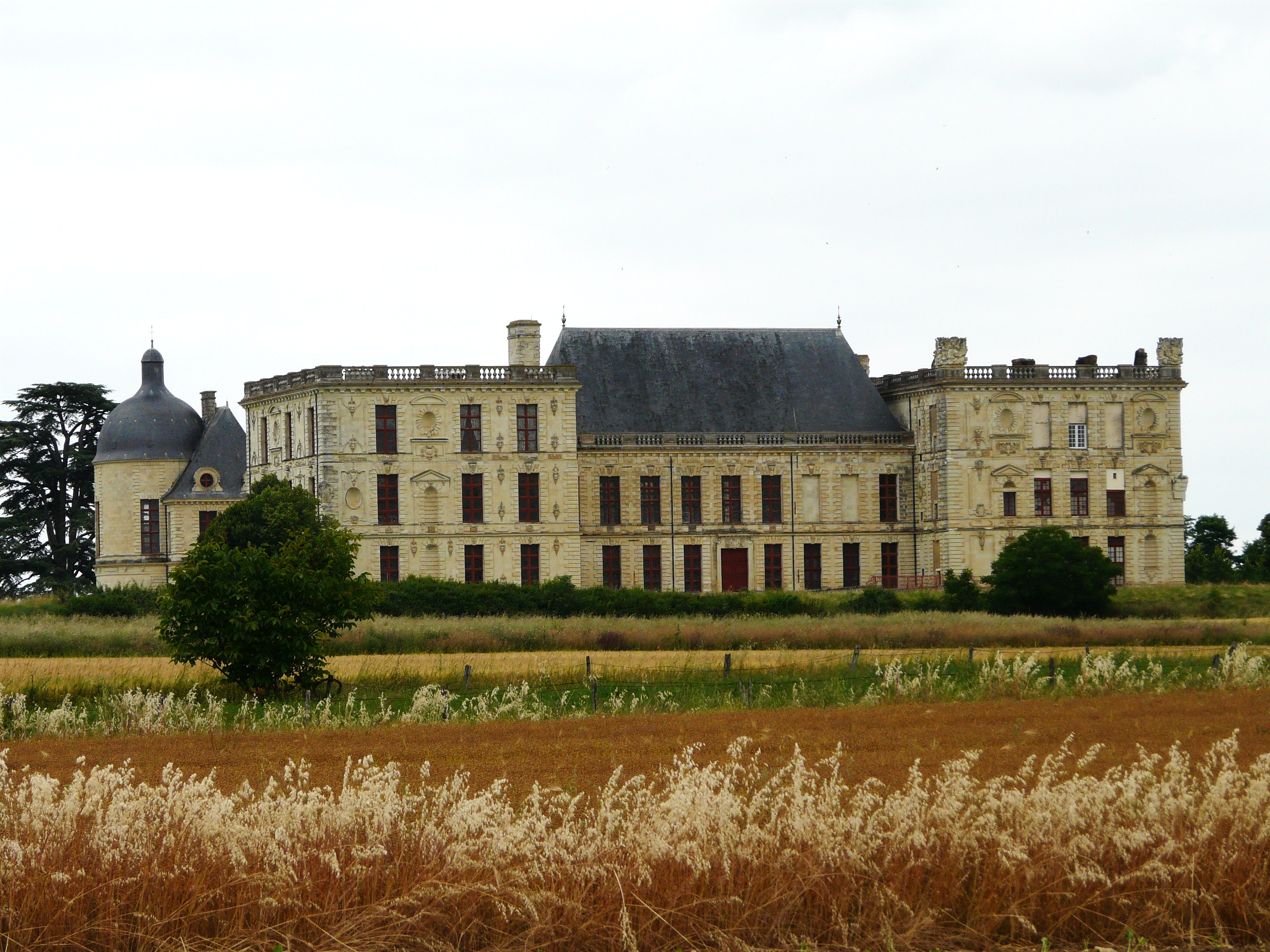
L'arrière du château.

Le château comme nous le voyons extérieurement, date pour l’essentiel du XVIe siècle et du XVIIe siècle, cependant l'intérieur du château a de nombreuses fois été modifié, notamment au rez-de-chaussée, où l'aménagement date principalement du XIXe siècle.
Le corps de bâtiment principal, commencé du côté Sud (pavillon de droite) par Louis Gouffier vers 1620, fut terminé dans le même style par La Feuillade vers 1670; le tympan de son fronton décoré de trophées porte un écu portant les armes de François d'Aubusson ("d'or, la croix ancrée de gueules"), qui, mutilé en 1793, fut restauré à la fin du XIXe par Daviau.
L’aile droite, formée d'un portique couvert en terrasse et d'un pavillon est l’œuvre de La Feuillade (1670-1680) et de Madame de Montespan (1700-1707).
Seule l’aile gauche, occupée par des galeries, et le remarquable grand escalier Renaissance à noyau central évidé, "englobé" au XVIIe siècle et conservé intact dans le corps de logis principal, datent du XVIe siècle. En bas du grand escalier, on trouve quelques fresques du XVIe siècle, moins bien conservées que celles de la grande galerie.
Le château conserve de nombreux éléments anciens de décoration, notamment des plafonds à la française, au rez-de-chaussée et à l'étage, dans la salle des Armes, autrefois Grande salle du Roi, et, plus encore, la Chambre des Muses au décor Louis XIII entièrement conservé et la Chambre du Roi, inachevée (les décors ne sont conservés qu'au plafond, les murs étant ornées des "Plates peintures" géométriques de Claude Rutault).

### La galerie Renaissance
Édifiée avant 1547, par Claude Gouffier pour rendre hommage à son amour des arts de la Renaissance, c'est la plus grande galerie peinte encore conservée en France après celle du château de Fontainebleau. L'idée de cette galerie lui vient certainement à la suite de son emprisonnement en Italie après la bataille de Pavie en 1525, qu'il aurait vu dans une villa italienne une galerie ressemblante à celle-ci et que l'idée lui serait ensuite venue de la faire construire.
La grande galerie longue de 55 mètres et large de 6,10 mètres, illustre en 14 scènes le cycle antique de la guerre de Troie et de l'Énéide, travail attribué par certains historiens d'art à Noël Jallier - entièrement inconnu par ailleurs. Benjamin Fillon dit que le travail aurait été payé en 1549, 182 livres tournois pour « quatorze grandes histoires ». Le peintre est-il un artiste venu de Fontainebleau, ou, autre suggestion due à la découverte fortuite d'un dessin préparatoire, acquis en avril 2008 par le Musée du Louvre, s'agit-il d'un atelier d'Émilie ? Les deux hypothèses ne sont pas incompatibles, vu le grand nombre d'artistes italiens ayant travaillé à Fontainebleau.

La galerie débute par une cheminée en hommage à François Ier, puis immédiatement à droite de celle-ci, on peut voir l'inscription ci-dessous :

« A François de Valois, roi des Français, prince très chrétien, très invincible et très puissant, doué de la plus haute et plus exceptionnelle prudence, vaillante, justice et autres qualités d'âme et de caractère que chacun peut admirer, eu égard à l'intégrité de sa parole et de sa conduite, à sa clémence envers les siens, à son gouvernement excellent et heureux en temps de paix comme en temps de guerre, après avoir célébré autant de triomphes qu'il a mis en déroute d'armée ennemies... »

L'inscription continue sur le panneau situé en juste à côté, malheureusement illisible aujourd'hui.
Les peintures de la galerie, racontent la guerre de Troie, avec l'Iliade puis le début de l'Énéide, trois scènes ne racontent pas cette guerre, deux montrant les enfers et le chien Cerbère et le huitième des douze travaux d'Hercule où il doit ramener les juments de Diomède au roi d'Argos, Eurysthée. Ces peintures auraient été refaites après un incendie ayant gravement endommagé le château en 1627.
Le plafond également totalement peint comporte de nombreuses peintures représentant des thèmes héraldiques, très certainement exécutées sous Louis Gouffier. Le sol est également peint est serait le plus vaste du XVIe siècle encore conservé en France.

Les peintures nécessitent une restauration d'urgence quand l’État acquiert le château en 1946, la première a lieu dans les années 1940-1950 mais les peintures faites à la gouache ne tiennent pas. Une deuxième restauration a lieu de 1956 à 1971, dirigée par Émile Rostain puis une dernière dans les années 2000. 

Peintures présumées de Noël Jallier
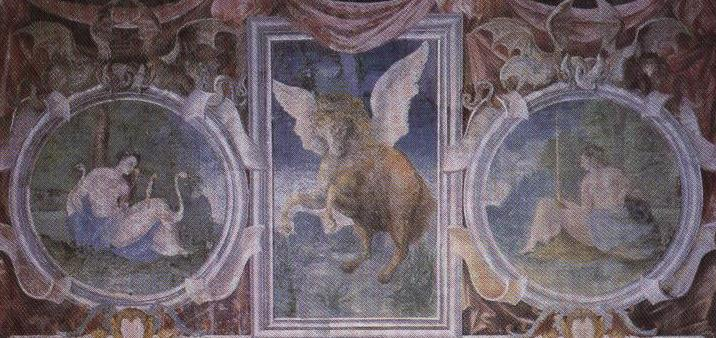
Pégase
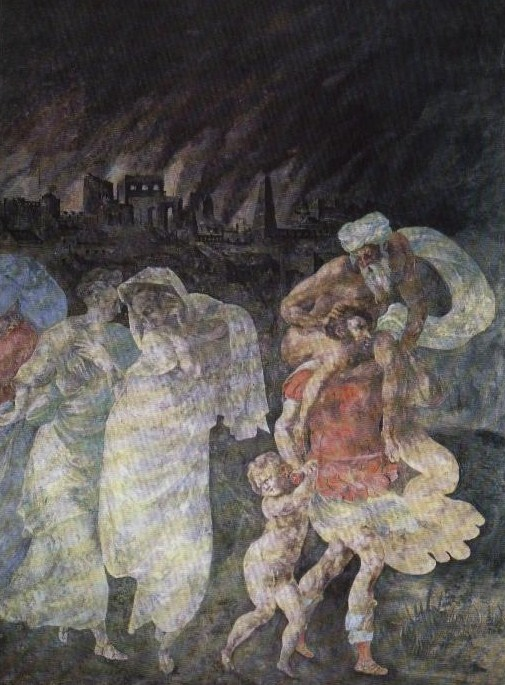
Fuite d'Enée
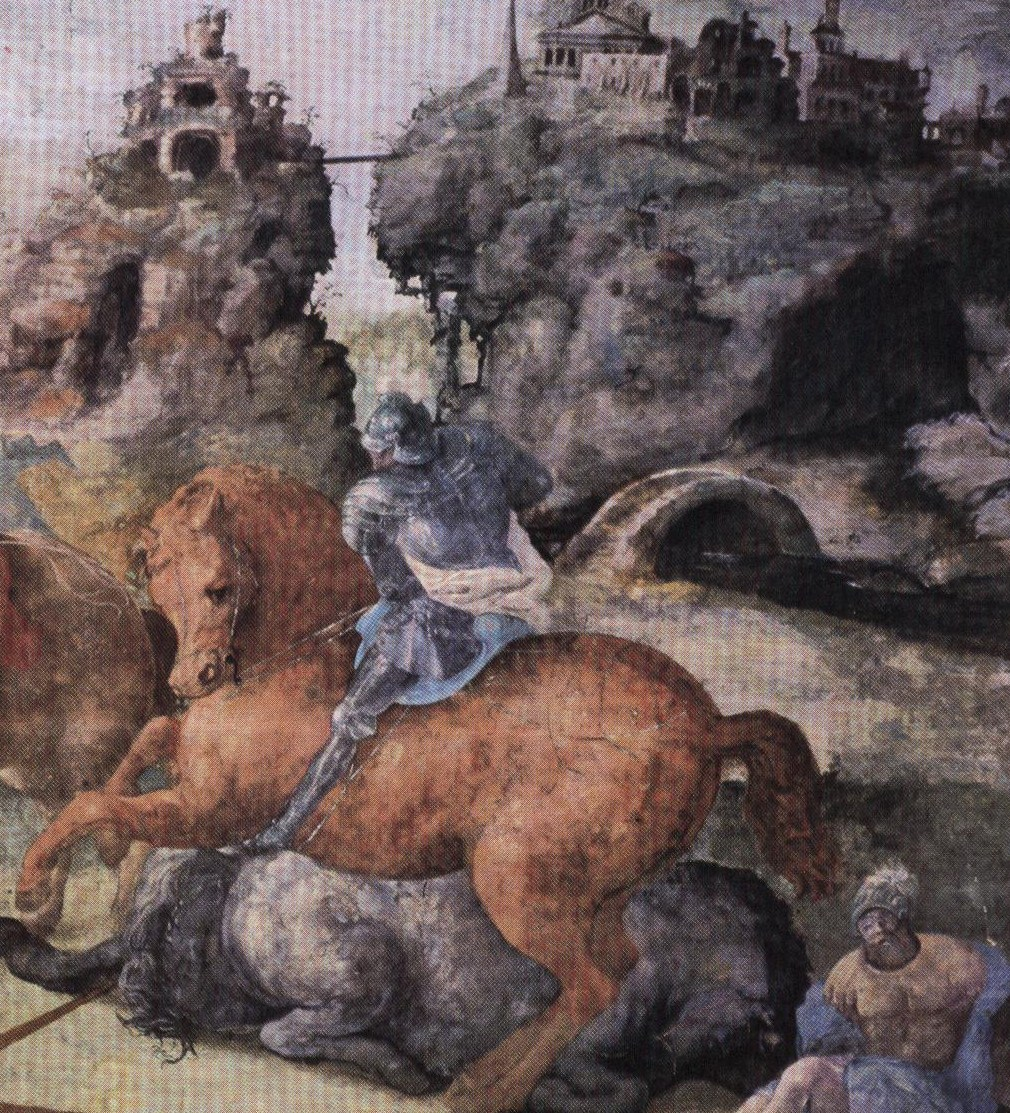
Mort d'Hector
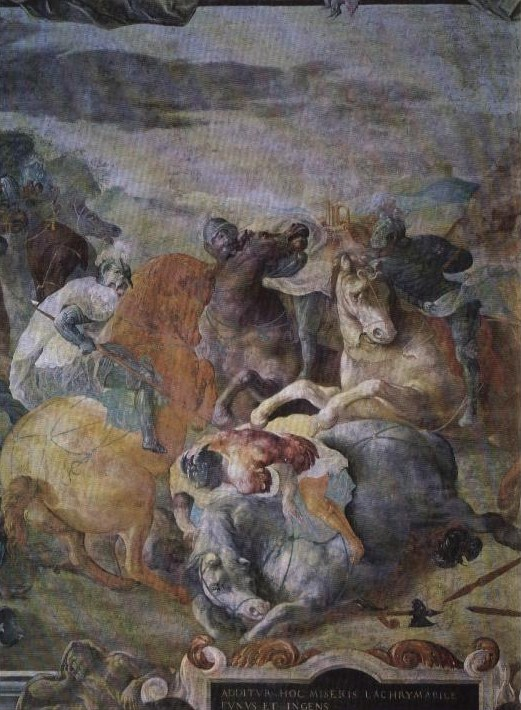
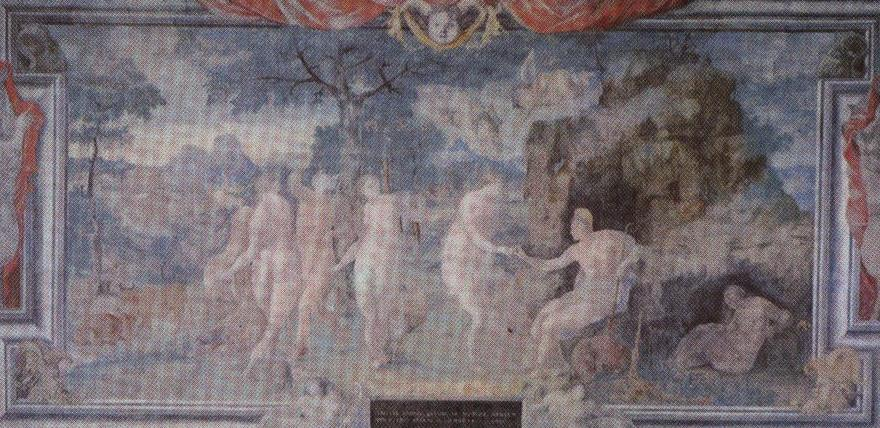
Jugement de Pâris
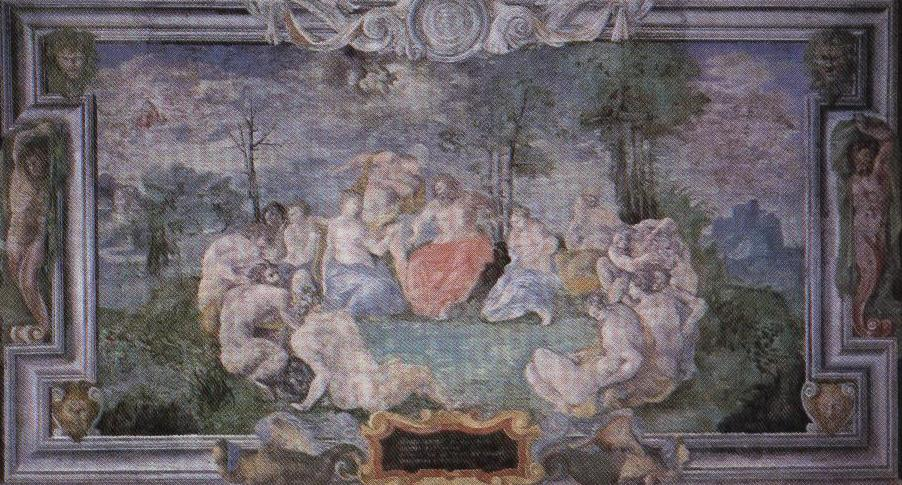
Assemblée des dieux
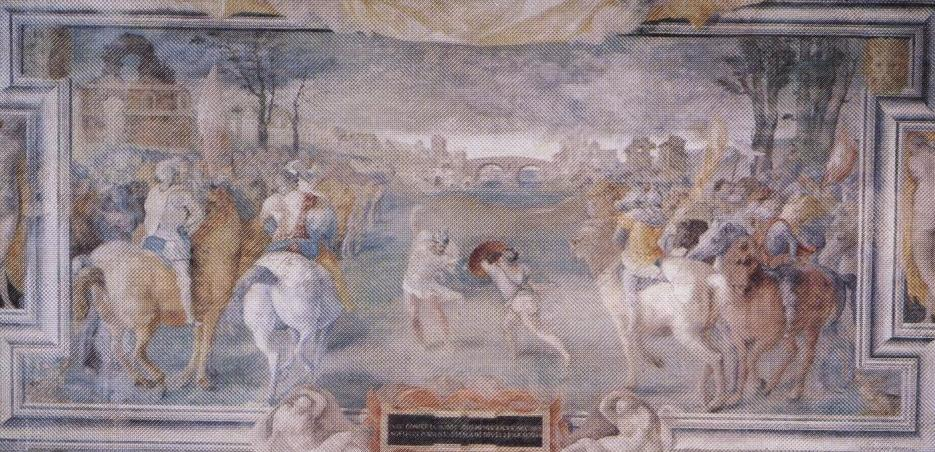
Paris et Ménélas

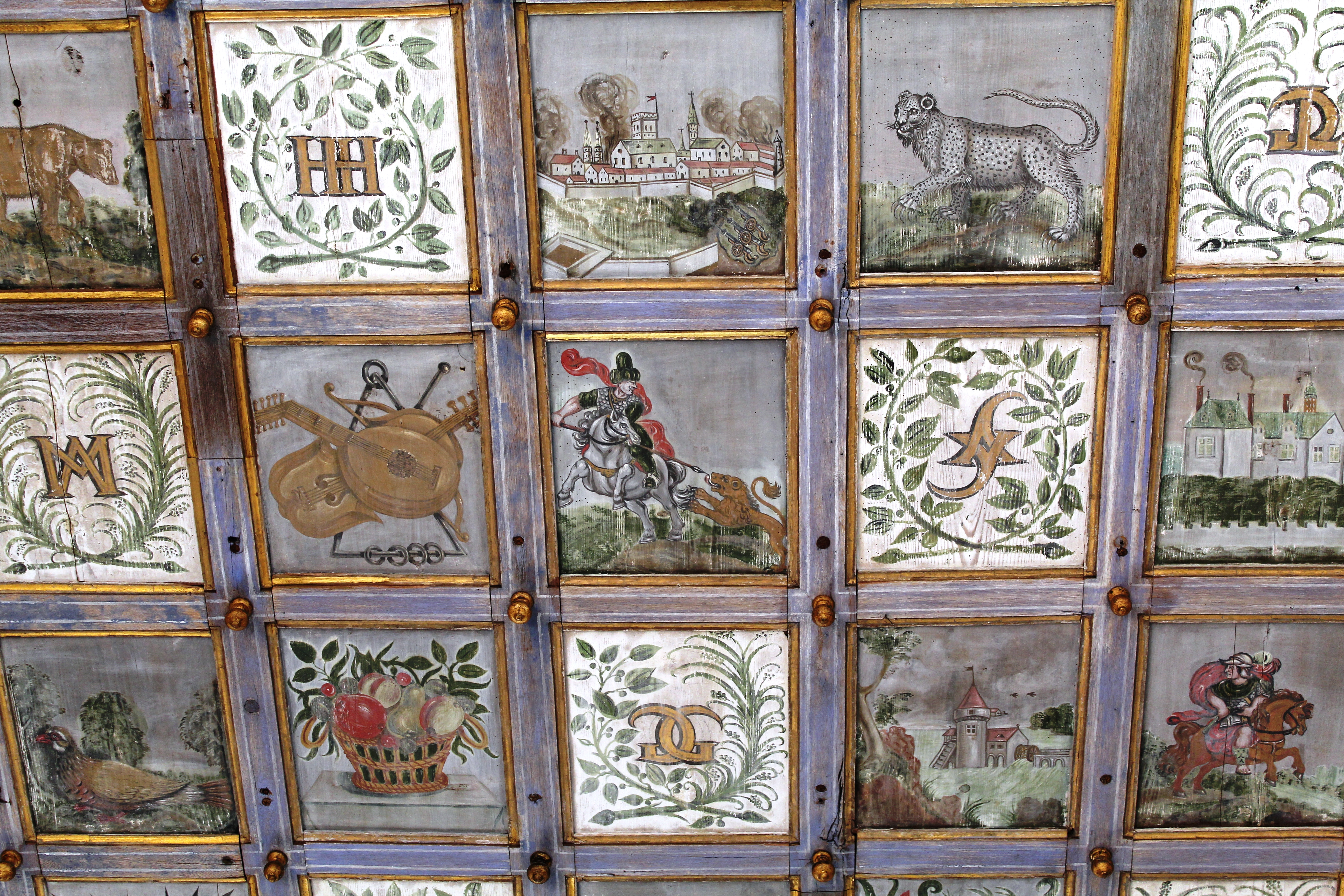
Oiron, château, grande galerie Renaissance et plafond du XVIIe siècle.
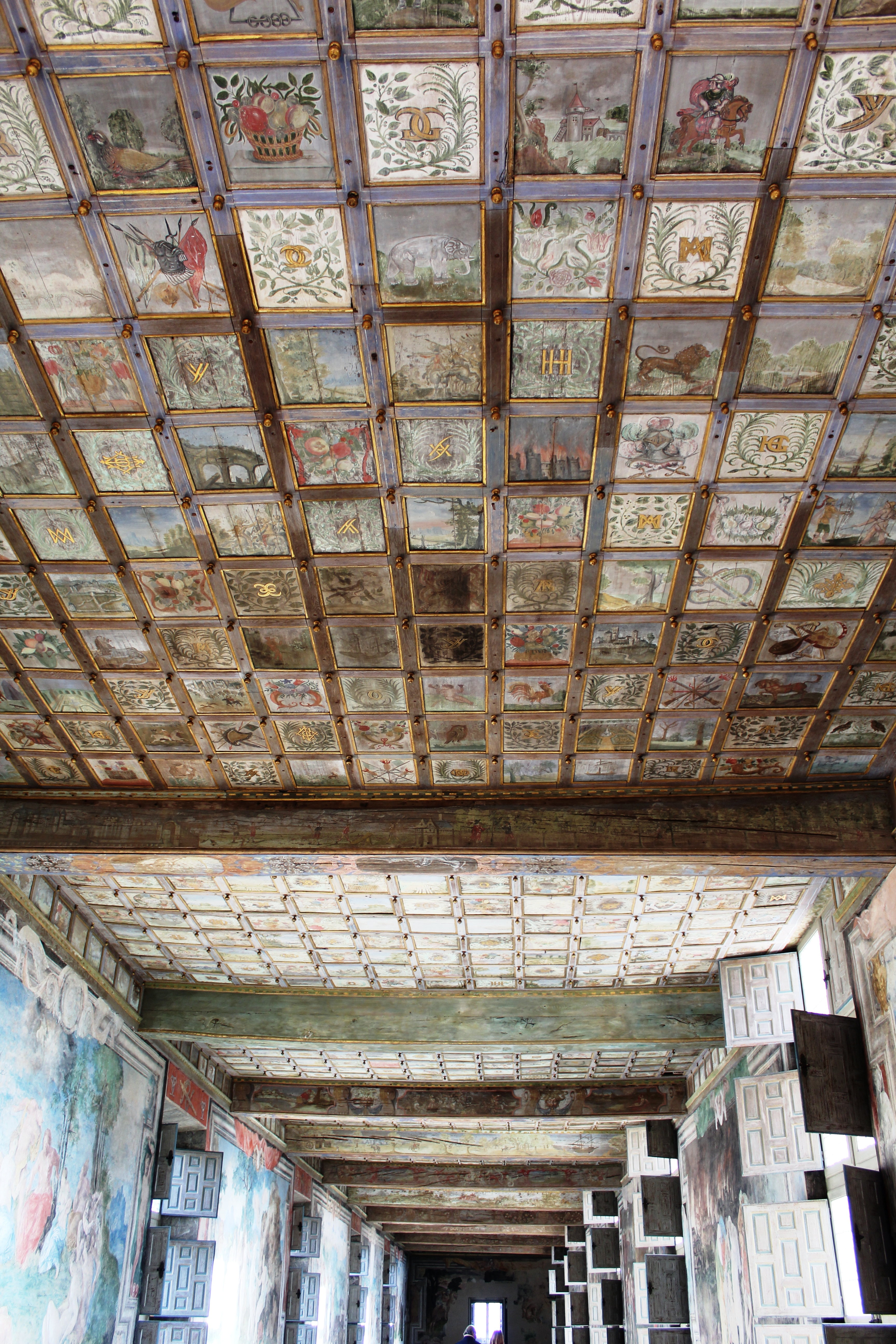
Oiron, château, grande galerie Renaissance et plafond du XVIIe siècle.

### Parc
En juillet 2005, une nouvelle phase de développement artistique est lancée : le ministère de la Culture concrétise le projet de création d'un parc contemporain, dont la mise en œuvre, accompagnée de nouvelles commandes publiques, se fera sous la responsabilité artistique de Paul-Hervé Parsy, administrateur du château, et du paysagiste Pascal Cribier (1953-2015), suivant un programme mené de l'hiver 2005-2006 jusqu'en 2008.
La ferme du château, acquise en 1998, est aménagée en salles d'accueil pour les artistes et sert parfois de salles pédagogiques.

### Écuries
Brantôme († 1614), évoquant la passion de Henri II pour les chevaux, mentionne Oiron comme l'une des quatre plus grandes écuries du royaume.
Les communs, conservés sur l'actuelle avant-cour, sont antérieurs à celle-ci qui a été créée entre 1676 et 1682 par La Feuillade, qui souhaitait certainement cacher à la vue des visiteurs les bâtiments préexistants. L'implantation des communs est déterminée par l'ancien chemin qui, avant d'être détourné par La Feuillade, se poursuivait jusqu'à la rue de l’Église, coupant en biais l'actuelle avant-cour.
Élie Brackenhoffer, qui visite le château en 1644, indique, dans Voyages en France, la présence des écuries dans la basse-cour qu'il traverse pour accéder au château.
Un factum de procès de 1643 contre la veuve de Louis Gouffier, Claude-Éléonore de Lorraine, fait référence au « coingt de la cour des écuries proche de la grange au foin » et au « potager près les écuries ».
Le potager se trouvait à proximité des actuels communs selon un plan de 1713. Comme il n'est pas fait mention des écuries dans la liste exhaustive des travaux exécutés par Louis dans le factum, celles-ci sont antérieures et très certainement attribuables à Claude.
L'élévation sud présente une porte dont le corps de moulures, qui fait office de couronnement, est surmonté en son centre d'une épée, symbole de la charge de grand écuyer de Claude. Cela permet de dater l'édification de ces écuries entre 1546 et 1568, date à laquelle sont cités 90 chevaux dans la basse-cour d'Oiron dans des vers de La Motte-Messemé.
Seul l'accès des écuries tourné vers la basse-cour est mis en valeur par son encadrement de pilastres.

## La collection des Gouffier à l'époque moderne

### La collection d'art du Grand écuyer
La cour d'honneur fut ornée d'une grande statue équestre métallique du roi Henri II "en Victorieux, tenant une palme à la main" selon un inventaire de 1559, retranscrit par son détenteur, l'archéologue controversé, Benjamin Fillon (1819-1881), d'une vasque en marbre attribuée à l'Italien Jean II Juste (vers 1510-1577) qui sert de bénitier dans l'ex-collégiale (église paroissiale dès 1801) et d'un mortier en marbre provenant du château (conservé au musée d'Agesci à Niort).
Le frère cadet d'Artus, Adrien (vers 1479-1523), cardinal et légat, aurait reçu de Raphaël La Petite Sainte Famille (musée du Louvre), et l'épouse d'Artus, Hélène de Hangest aurait constitué une importante collection de dessins, certains peut-être de sa main.
Par ailleurs, trente-quatre bustes en profil d'empereurs romains et de rois de France décorent les allèges des fenêtres sur les trois côtés ; seuls subsistent ceux de la façade de la galerie Renaissance.
Claude Gouffier acquit en Italie des œuvres de Raphaël, une Pietà du Pérugin (entre 1493 et 1500, National Gallery, Dublin), ou attribués au Primatice ou à Giovanni Bellini ; le portrait du roi Jean II Le Bon (1319-1364) aujourd'hui conservé au musée du Louvre est présenté comme la pièce la plus remarquable de sa collection.
Aucune bibliothèque n'est mentionnée dans les inventaires, mais en 1683, il est fait état de 353 volumes reliés en parchemin et de 218 « autres reliés en veau de plusieurs couleurs qui sont historiens et romans fort anciens », certains reliés pour Claude, car François Roger de Gaignières (1642-1715) dit en détenir plusieurs et il reproduira une de ces reliures qu'il acquit probablement avec des tableaux en 1700.
Sur quatorze reliures de Claude Gouffier signalées en 1994, dix étaient encore connues, dont trois en mains privées ; elles ont appartenu aux plus célèbres bibliophiles du XIXe siècle, notamment Guillaume Libri (1803-1869), le baron Jérôme Pichon (1812-1896), qui a possédé des objets d'art de Gouffier, le comte de Lignerolles et Henri d'Orléans (1822-1897), fils du roi Louis-Philippe Ier.
On cite entre autres un recueil de dessins de mors de chevaux, revêtu initialement d'une reliure d'orfèvrerie (no 393 de la vente Pichon du 19/04/1869) offerte à Claude Gouffier par Galiotte, comtesse de Ringrof, la fille de son prédécesseur Galiot de Genouillac (1465-1546), des livres de piété dont un livre d'heures manuscrit sur parchemin et enluminé (Pierpont Morgan Library, New York) et un psautier français sur papier (Bibliothèque de l'Arsenal, Paris ?).
En juin 1570, Claude Gouffier demanda dans son testament que les tapisseries garnissant le château soient conservées en place par son héritier ; à sa mort est vendu le mobilier de l'hôtel de Boisy à Paris, comprenant nombre de portraits et une série de « 60 tableaux painctz en huille...garnis de leurs moulures dorées ». Huit furent acquis par le président d'Orsay (Arnoul II Boucher d'Orsay, † 1591, père de Charles Ier, 1548-1610 : tous deux Premiers présidents du Grand Conseil ; Charles Ier fut le grand-père de Charles III Boucher d'Orsay, † 1714, promoteur du Quai d'Orsay à Paris).
La fille d'Henri II et de Catherine de Médicis, Claude de France (1547-1575), achetant quant à elle des tableaux sur cuir par Noël Guérin ; les collections conservées à la capitainerie d'Amboise, une de ses charges, furent également dispersées. Un autre inventaire fut établi en 1571.
Un inventaire de 1631 mentionne plus de 600 tableaux dans la chapelle (inscriptions signalées par Dumolin) et presque autant en 1654 dans le château même, et en 1683 plus de 400 œuvres réparties entre Paris, Versailles et Oiron, certains attribués à Hans Holbein (1497-1543) et Albrecht Dürer (1471-1528), sans compter les œuvres dispersées par les ventes, partages et pillages.
Entre 1642 et 1662, Artus III Gouffier de Roannez vendit La Petite Sainte Famille de Giulio Romano, alors attribuée à Raphaël, qui fit partie de la collection de Louis-Henri de Loménie de Brienne (1635-1698), lequel la cèdera ou la donnera au roi en 1663. En 1683, François III d'Aubusson offrit au roi le Saint Jean Baptiste de Raphaël, aujourd'hui conservé au musée du Louvre à Paris.
La dispersion de ce qui restait en 1700 de l'ex-collection Gouffier est due à Mme de Montespan, au profit de Dom Charles Conrade, bénédictin de Saint-Jouin-de-Marnes, qui lui échangea des tableaux contre des livres, ou en acheta en plusieurs fois au profit de de Gaignières ; quelques portraits royaux, probables épaves de la collection des ducs de Roannez, sont mentionnés dans l'inventaire après décès de la marquise (Archives départementales des Deux-Sèvres) ordonné par son fils à partir du 22 juillet 1707 ; découvert dans les archives du château par l'historien thouarsais Hugues Imbert (1822-1882), qui en lut des extraits à la Sorbonne en 1867, il a été publié partiellement l'année suivante par Pierre Clément, puis intégralement par Vouhé en 2015 ; un auteur anonyme mentionne que Fillon aurait détenu un « autre inventaire dressé en 1707 ».
Subsistent aujourd'hui au château et dans l'ex-collégiale, entre autres, un Saint Jérôme (Florence, vers 1550-1570 ?), une Résurrection (école anversoise, XVIe siècle), une copie française d'une Vierge à l'Enfant de Pierre Paul Rubens (1577-1640) dont l'original est perdu, des Baubrun et une série d'œuvres de Jacques Blanchard (1600-1638), citée en 1683.

### Effigies de Claude Gouffier

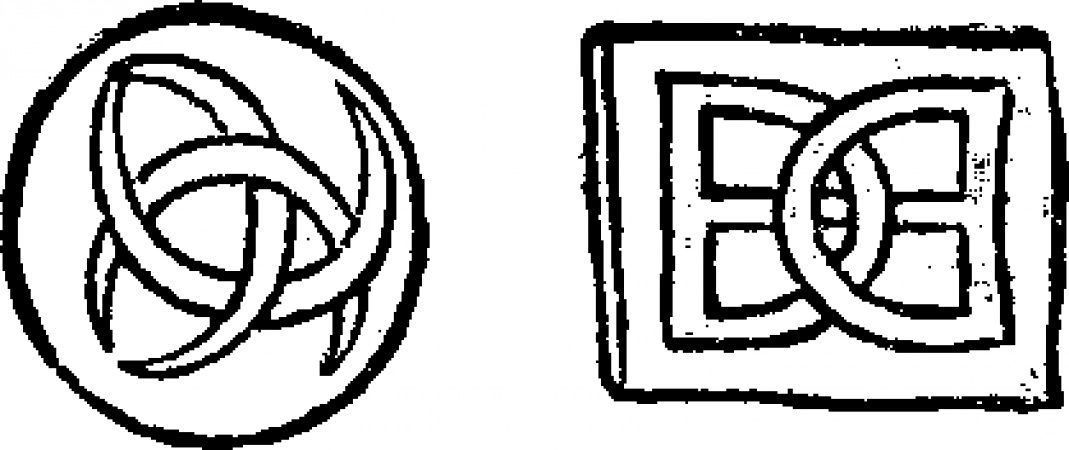
Marques des graveurs d'Henri II pour les deux D entremêlés qui auraient inspirés Claude Gouffier.

- un portrait présumé par François Clouet (vers 1555 ? collection Cambridge Fogg Art Museum, Massachusetts, reproduit dans Jardin des Arts no 51, janvier 1959, p. 185);
- un autre portrait, "crayon d'après Clouet" fait partie des 362 dessins attribués à cet artiste acquis d'un lord par le duc d'Aumale (Musée Condé à Chantilly - fig.5 du catalogue de l'exposition « Les trésors du Grand Écuyer » musée national de la Renaissance, château d'Ecouen, 16 novembre 1994 - 27 février 1995, p. 14);
- un autre portrait, peinture sur bois (château de Versailles, fig. 9 du cat. cité supra, p. 17) ;
- un dessin du Musée Condé à Chantilly porte la mention "Le grand maître de Boisy", certainement Artus ;
- Un autre portrait de Claude Gouffier à genoux, présenté par son patron ; le dessin de Gaignières est reproduit par Dumolin (qui le dit dans le chœur de l'église paroissiale) ainsi que celui de sa 2e épouse Françoise de Brosse-Penthièvre, baronne de Palluau, présentée par Saint François d'Assise, son pendant ;
- Le monogramme de Claude Gouffier ressemble à celui d'Henri II, cependant les deux "D" de celui de Claude, ne sont pas entremêlés mais se touche seulement, on reconnait alors les deux "C" de Claude Gouffier, et le "H" de sa mère Hélène de Hangest.

## La collectionCurios & Mirabilia: la création contemporaine
Après une exposition d'art contemporain couronnée de succès en 1987 nommé MELTEM, visible du 12 septembre au 15 octobre 1987, le ministère de la Culture décide en 1990, de lancer un nouveau projet original pour le château.
Ayant cette fois une vocation perenne, le but est de créer une collection d'art contemporain, dont les fondements seront inspirés par les collections historiques du monument, dispersées au cours des siècles.
En 1993, est inauguré le premier volet de la collection Curios & Mirabilia, conçue par Jean-Hubert Martin (né en 1944) et rassemblant les œuvres de 63 artistes. Ces œuvres sont la propriété du Centre national des arts plastiques. Elle concrétise la plus importante expérience menée en France d’inscription d’une création contemporaine dans un patrimoine ancien ; en 1996, la collection s’est enrichie de nouvelles œuvres et peut, pour la première fois, être présentée dans sa totalité ; elle cherche à renouer avec l’esprit de curiosité de la Renaissance en s’appuyant sur l’idée des anciennes collections que présentaient les Cabinets de curiosités.
Cette référence historique, traitée librement par les artistes, permet le lien avec le monument et redonne ainsi le sentiment d’un lieu habité aujourd’hui, tout en réactivant le souvenir des prestigieuses collections de Claude Gouffier.
Curios & Mirabilia prend appui sur l’idée d’un autre rapport au monde, celui qui à la Renaissance privilégiait une approche sensible de la connaissance. Aussi, l’ouïe, l’odorat, le toucher, la vue et bientôt le goût, sont sollicités pour transformer la visite d’un monument historique en expérience sensorielle. Les senteurs du mur de cire de Wolfgang Laib, les sonorités de la musique de Gavin Bryars, les fauteuils de John Armleder pour le délassement du visiteur, les jeux visuels comme celui du couloir des illusions (Felice Varini) et toutes les créations réalisées pour ce château concourent à créer un parcours plein de surprises et d’émerveillements.
Une des originalités de Curios & Mirabilia réside dans la volonté d’envisager le château avec un rôle social en l’inscrivant dans son environnement humain. Ainsi, grâce à une galerie de portraits des enfants de l’école d’Oiron (Christian Boltanski) ou au dîner annuel imaginé par Raoul Marek pour 150 Oironnais, représentés sur un service de table, la population de la commune est conviée comme sujet et témoin de la création.
Le dialogue avec l’Histoire s’instaure de manière forte dans les salles qui ont le mieux conservé le souvenir de leur fonction historique.
- dans la salle d'Armes, où s’affirment puissance et pouvoir, Daniel Spoerri répond ironiquement aux princes du XVIIe siècle par ses corps en morceaux qui réintroduisent quotidien et banalité comme nouvelle source du merveilleux.
- dans la chambre du Roi (les appartements d’apparat de Louis Gouffier, XVIIe siècle), lieu de la présence symbolique du pouvoir royal, restituée au silence de l’Histoire par la monochromie des peintures de Claude Rutault ;
- dans la « Galerie des Chevaux », Georg Ettl réveille l’iconographie ancienne et l’Histoire.

Le sujet à Oiron est bien celui de la création dans sa relation au cadre que constituent l’histoire, l’architecture et le décor ancien.
La collection Curios & Mirabilia est constituée des œuvres des 63 artistes suivants:
| Artistes                                             | Artistes                                           |
| ---------------------------------------------------- | -------------------------------------------------- |
| Marina Abramovic (née en 1946)                       | Fabrice Hybert (né en 1961)                        |
| John Armleder (né en 1948)                           | Alain Jacquet (1939-2008)                          |
| Patrick Bailly Maitre-Grand (né en 1945)             | Laurent Joubert (né en 1952)                       |
| Lothar Baumgarten (1944-2018)                        | Ilya Kabakov (1933-2023)                           |
| Guillaume Bijl (1946-2025)                           | On Kawara (1933-2014)                              |
| Jean-Charles Blanc (né en 1942)                      | Bodys Isek Kinguelez (1948-2015)                   |
| Christian Boltanski (1944-2021)                      | Piotr Kowalski (1927-2004)                         |
| Stanley Brouwn (en) (1935-2017)                      | Kane Kwei (1922-1992)                              |
| Frédéric Bruly Bouabre (1923-2014)                   | Wolfgang Laib (né en 1950)                         |
| Gavin Bryars (né en 1943)                            | Bertrand Lavier (né en 1949)                       |
| James Lee Byars (en) (1932-1997)                     | Sol Lewitt (1928-2007)                             |
| Patrick Van Caeckenbergh (en) (né en 1960)           | Famille Linares (en)                               |
| Pascal Convert (né en 1957)                          | Raoul Marek (né en 1953)                           |
| Bill Culbert (en) (1935-2019)                        | Annette Messager (née en 1943)                     |
| Wim Delvoye (né en 1965)                             | Wolfgang Nestler (né en 1943)                      |
| Eric Dietman (1937-2002)                             | Panamarenko (1940-2019)                            |
| Braco Dimitrijević (en) (né en 1948)                 | Giuseppe Penone (né en 1947)                       |
| Hubert Duprat (né en 1957)                           | Anne (née en 1942) et Patrick Poirier (né en 1942) |
| Jean Dupuy (1925-2021)                               | Markus Raetz (1941-2020)                           |
| Georg Ettl (1940-2014)                               | André Raffray (1925-2010)                          |
| Robert Filliou (1926-1987)                           | Charles Ross (en) (né en 1937)                     |
| Ian Hamilton Finlay (1925-2006)                      | Claude Rutault (1941-2022)                         |
| Peter Fischli (né en 1952) & David Weiss (1946-2012) | Thomas Shannon (en) (né en 1947)                   |
| Joan Fontcuberta (né en 1955)                        | Kazuo Shiraga (1924-2008)                          |
| Gloria Friedmann (née en 1950)                       | Daniel Spoerri (1930-2024)                         |
| Paul-Armand Gette (1927-2024)                        | Jean Tinguely (1925-1991)                          |
| Toni Grand (1935-2005)                               | Niele Toroni (né en 1937)                          |
| Thomas Grünfeld (né en 1956)                         | Felice Varini (né en 1952)                         |
| Yoon Hee (née en 1950)                               | Laurence Weiner (1942-2021)                        |
| Sara Holt (née en 1946)                              | José Zanine Caldas (pt) (1919-2001)                |
| Thomas Huber (né en 1955)                            | José Zanine Caldas (pt) (1919-2001)                |

Salle des Figures géométriques, de Sol Lewitt au deuxième étage du château.

## Valorisation contemporaine
Intégré au Centre des monuments nationaux, le château est ouvert au public toute l'année. Il est le monument historique le plus visité des Deux-Sèvres.
| Année | Visiteurs |
| ----- | --------- |
| 2019  | 23 600    |
| 2020  | 10 920    |
| 2021  | 15 080    |
| 2022  | 22 830    |

### Lieu de tournage
Le téléfilm Catherine de Médicis diffusé en 1989 avec Alice Sapritch a été en partie tourné au château.
L'émission Secrets d'Histoire du 13 août 2013, consacrée au Cardinal de Richelieu, a tournée plusieurs plans au château avec Stéphane Bern.
En octobre 2019, l'équipe de l'émission Secrets d'Histoire tourne plusieurs séquences au château dans le cadre d'un numéro consacré à Madame de Montespan.
De nombreux reportages de France 3 Poitou-Charentes, mettent en avant le château d'Oiron.